# 정상윤
정상윤(1981년 5월 15일 ~ )은 대한민국의 뮤지컬 배우이다. 2005년 연말에 《사운드 오브 뮤직》대구 공연을 시작으로 뮤지컬배우로 데뷔하였다. 호서대 연극과를 졸업하였는데, 재학시절 뮤지컬 《지저스 크라이스트 수퍼스타》를 처음 접하고 노래와 연기를 함께하는 뮤지컬에 빠지게 되면서 본격적으로 뮤지컬배우로 활동을 시작한다. 《사운드 오브 뮤직》으로 데뷔 이후, 다음작품인 《드라큘라》에서 앙상블 배우들간의 치열한 경쟁을 통해서 '닉'의 역할을 받아 처음 자신만의 역할을 당당하게 얻어내었다. 《씨 왓 아이 워너 씨》 와 《쓰릴미》를 통해서 강렬하고 인상적인 연기로 대중에게 인정을 받는 계기가 되었고, 《오페라의 유령》 에서는 다정하고 섬세한 연기와 목소리로 매력적인 라울을 연기하였다. 이후 《천국의 눈물》, 《파리의 연인》, 《블랙메리포핀스》, 《삼천》, 《공동경비구역 JSA》, 《살리에르》, 《고래고래》, 《붉은정원》 등 많은 창작 공연을 함께하며 창작 뮤지컬에 대한 애정과 그의 연기의 대한 깊이도 더 깊고 심도있게 변화하며 함께 매 작품을 거듭할수록 틀을깨고 성장하는 배우의 모습을 보여 주었다. "가랑비 같이 역할에 젖어드는 내츄럴 배우"를 꿈꾸던 그는 "안정적인 연기를 펼치는 배우"라는 언론과 관객에 호평을 받으며 뮤지컬 무대에서 없어선 안될 배우로 자리매김을 하고 있다. 또한 《쓰릴미》, 《살리에르》, 《에드거앨런포》, 《오! 캐롤》, 《세종1446》 등 각기 다른 공연에서도 본인만의 해석으로 맡은 역할들에 많은 호평을 받으며 공연에서 오래 기억되는 배우로 자리를 지키고 있다. "관객이 믿고 볼 수 있는 배우", "좋은배우" 가 되고 싶다고 말하는 그는 지금도 매 작품마다 끊임없이 노력하며 자신의 또 다른 작품속의 인물을 통해 더 큰 미래를 만들어 나가는 꿈 많은 배우이다.

## 학력
- 홍익대학원 공연예술대학원 석사
- 호서대학교 연극학 학사

## 주요 출연작

### 뮤지컬
- 2024년 《너를위한글자》 - 도미니코 役
- 2023년 《은하철도의밤》 - 캄파넬라 役
- 2023년 《문스토리》 - 이헌 役
- 2023년 《98퍼센트》 - 주피터 役
- 2023년 《고궁뮤지컬 세종1446》 - 세종 役
- 2023년 《인터뷰》 - 유진킴 役
- 2023년 《로빈》 - 로빈 役
- 2022년 《랭보》 - 베를렌느 役
- 2022년 《세종1446》 - 세종 役
- 2022년 《시데레우스》 - 갈릴레오 갈릴레이 役
- 2022년 《은하철도의밤 - 앵콜》 - 캄파넬라 役
- 2022년 《아몬드》 - 심박사 役
- 2021년 《은하철도의밤》 - 캄파넬라 役
- 2021년 《세종1446》 - 세종 役
- 2021년 《레드북》 - 로렐라이 役
- 2021년 《포미니츠》 - 뮈체 役
- 2021년 《붉은정원》 - 빅토르 투르게네프 役
- 2021년 《라파치니의 정원》 - 라파치니 役
- 2020년 《세종1446》 - 세종 役
- 2020년 《머더발라드》 - 마이클 役
- 2020년 《로빈》 - 로빈 役
- 2019년 《위윌락유》 - 카쇼기 役
- 2019년 《세종1446》 - 세종 役
- 2019년 《랭보》 - 베를렌느 役
- 2019년 《너를위한글자》 - 도미니코 役
- 2019년 《메피스토》 - 보세티 役
- 2019년 《더 캐슬》 - 홈즈 役
- 2019년 《아서새빌의 범죄》 - 아서새빌 役
- 2018년 《랭보》 - 베를렌느 役
- 2018년 《1446》 - 세종 役
- 2018년 《살리에르》 - 살리에르 役
- 2018년 《오캐롤》 - 델모나코 役
- 2018년 《붉은정원》 - 빅토르 투르게네프 役
- 2018년 《바람과 함께 사라지다》 - 애슐리 윌크스 役
- 2017년 《에드거 앨런 포》 - 그리스월드 役
- 2017년 《붉은정원》 - 빅토르 투르게네프 役
- 2017년 《나폴레옹》 - 탈레랑 役
- 2017년 《쓰릴미》 - 네이슨(나) 役, 리차드(그) 役
- 2017년 《오캐롤》 - 델모나코 役
- 2016년 《오캐롤》 - 델모나코 役
- 2016년 《씨 왓 아이 워너 씨》 - 강도/기자 役
- 2016년 《고래고래》 - 민우 役
- 2016년 《에드거 앨런 포》 - 그리스월드 役
- 2016년 《살리에르》 - 살리에르 役
- 2016년 《바람과 함께 사라지다》 - 애슐리 윌크스 役
- 2015년 《공동경비구역 JSA》 - 김수혁 役
- 2015년 《고래고래》 - 민우 役
- 2015년 《한 여름 밤을 꿈》 - 박정현 役
- 2015년 《쓰루더도어》 - 레니 役
- 2015년 《바람과 함께 사라지다》 - 애슐리 윌크스 役
- 2014년 《쓰릴미》 - 네이슨(나) 役
- 2014년 《살리에르》 - 살리에르 役
- 2014년 《레드슈즈》 - 마모루 役
- 2014년 《공동경비구역 JSA》 - 김수혁 役
- 2013년 《공동경비구역 JSA》 - 김수혁 役
- 2013년 《풍월주》 - 열 役
- 2013년 《투모로우 모닝》 - 존 役
- 2013년 《쓰릴미》 - 나 役, 그 役
- 2012년 《삼천 - 망국의 꽃》 - 의자왕 役
- 2012년 《블랙메리포핀스》 - 한스 시몬 役
- 2012년 《파리의 연인》 - 한기주 役
- 2012년 《쓰릴미》 - 네이슨 役
- 2011년 《김종욱찾기》 - 김종욱 役
- 2011년 《풍월주》 - 열 役
- 2011년 《천국의 눈물》 - 준 役
- 2009년 《오페라의 유령》 - 라울 役
- 2009년 《쓰릴미》 - 네이슨 役
- 2008년 《씨 왓 아이 워너 씨》 - 강도/기자 役
- 2008년 《컴퍼니》 - 폴 役
- 2007년 《위대한 캣츠비2》 - 하운두 役
- 2007년 《사랑은 비를 타고》 - 동현 役
- 2007년 《위대한 캣츠비1》 - 하운두 役
- 2007년 《그리스》 - 대니 役
- 2006년 《드라큘라》 - 닉 役
- 2006년 《사운드 오브 뮤직》 - 앙상블
- 2005년 《사운드 오브 뮤직》 - 앙상블

### 연극
- 2023년 《엘리펀트 송》 - 그린버그 役
- 2021년 《엘리펀트 송》 - 그린버그 役
- 2017년 《프라이드》 - 필립 役
- 2014년 《프라이드》 - 필립 役
- 2014년 《썸걸즈》 - 구영민 役
- 2007년 《페드라의 사랑》
- 2007년 《코뿔소》

### 콘서트
- 2024년 《김수로 Curated18 정상윤 단독콘서트 〈토로(吐露)〉》
- 2020년 《세종,1446 - 더불어 노래하다》
- 2019년 《방/랑/버/스/킹 with musical 랭보》
- 2019년 《세종, 1446 - 여민락콘서트》
- 2019년 《제9회 현대차그룹 대학연극뮤지컬페스티벌 폐막식 축하공연》
- 2019년 《김혜성 콘서트 - 고막애인》
- 2019년 《POPUP Concert in TOM》
- 2018년 《고래고래 1번국도 단독 콘서트》
- 2018년 《2018 스타라이트 뮤지컬 페스티벌》
- 2018년 《뮤지컬 토크 콘서트》
- 2017년 《Unsung Concert》
- 2017년 《유메토모 - 강필석 & 정상윤》
- 2017년 《The Musical Fastival in GALAXY》
- 2017년 《제11회 DIMF 개막축하공연》
- 2016년 《Song For You - 송송파티》
- 2016년 《유메토모 - 한국특별콘서트》
- 2016년 《에드거앨런포 콘서트》
- 2016년 《고래고래 콘서트》
- 2016년 《Song For You》
- 2016년 《유메토모 - 봄 콘서트, 벚꽃과 함께》
- 2016년 《전설의 콘써트》
- 2015년 《유메토모 - 절친 콘서트》
- 2015년 《The New Musical Concert》
- 2014년 《Thank You Concert》
- 2014년 《OnStage》
- 2014년 《뮤지컬 스타 콘서트》
- 2014년 《하늘색 콘서트》
- 2013년 《Who am I》
- 2012년 《Unsung Concert》
- 2011년 《달콤한 콘서트》
- 2009년 《신상남 콘서트》
- 2008년 《뮤지컬 토크 콘서트》

### 방송
- 2019년 《불후의명곡 - 인순이 편》
- 2019년 《573돌 한글날 경축식 축하공연 - 뮤지컬 <세종,1446>》
- 2016년 《불후의명곡 - 친구특집》
- 2014년 《KBS 쿨FM - ‘이소라의 가요광장’》
- 2013년 《더 바이러스 - OCN》

### 영화
- 2022년 영화 《스크루지-크리스마스 캐럴》 더빙 - 젊은 스크루지 役
- 2019년 영화 《겨울왕국2》 노래 더빙 - 크리스토프 役(한국어버전)
- 2014년 영화 《겨울왕국》 노래 더빙 - 크리스토프 役(한국어버전)

### OST
- 2022년 뮤지컬 《은하철도의밤》 OST - 캄파넬라 役
- 2022년 뮤지컬 《세종1446》 OST - 세종 役
- 2020년 뮤지컬 《로빈》 OST - 로빈 役
- 2019년 애니메이션 《겨울왕국2》 - 크리스토프 役(한국어버전)
- 2019년 뮤지컬 《랭보》 OST - 베를렌느 役
- 2019년 뮤지컬 《너를위한글자》 OST - 도미닉 役
- 2019년 뮤지컬 《더 캐슬》 OST - 헨리 하워드 홈즈 役
- 2018년 뮤지컬 《랭보》 OST - 베르렌느 役
- 2018년 뮤지컬 《1446》 OST - 세종 役
- 2017년 애니메이션 《올라프의 겨울왕국 어드벤처》 - 크리스토프 役(한국어버전)
- 2017년 뮤지컬 《쓰릴미》 10th OST - 나 役 / 그 役
- 2016년 뮤지컬 《고래고래》 OST - 한민우 役
- 2016년 뮤지컬 《살리에르》 OST - 살리에르 役
- 2015년 뮤지컬 《고래고래》 OST - 한민우 役
- 2014년 뮤지컬 《살리에르》 OST - 살리에르 役
- 2014년 애니메이션 《겨울왕국》 - 크리스토프 役(한국어버전)
- 2009년 뮤지컬 《오페라의 유령》 OST - 라울 役
- 2007년 뮤지컬 《위대한 캣츠비》 OST - 하운드 役